# Poza Redonda 4ta. Sección
Poza Redonda 4ta. Sección är en ort i Mexiko.   Den ligger i kommunen Cárdenas och delstaten Tabasco, i den sydöstra delen av landet, 600 km öster om huvudstaden Mexico City. Poza Redonda 4ta. Sección ligger 10 meter över havet och antalet invånare är 155.
Terrängen runt Poza Redonda 4ta. Sección är mycket platt. Runt Poza Redonda 4ta. Sección är det ganska tätbefolkat, med 179 invånare per kvadratkilometer. Närmaste större samhälle är Arena 1ra. Sección, 17,8 km öster om Poza Redonda 4ta. Sección. Trakten runt Poza Redonda 4ta. Sección består till största delen av jordbruksmark.